# 미치바타 제시카
미치바타 제시카(일본어: 道端ジェシカ, 1984년 10월 21일 ~ )는 후쿠이현 출신의 모델이다. 아버지는 스페인계와 이탈리아계 아르헨티나인 혼혈인, 어머니는 일본인이다. 어렸을 때부터 모델로써 많은 잡지에서 활약했다. 업계에서의 지명도가 높고, 오리콘(オリコン)이 2006년에 현역모델 100명을 대상으로 행해진 앙케이트「모델이 동경하는 모델(モデルが憧れるモデル)」상위로 랭크인했다.　이전 소속사무소는 후라이디(フライディ)이다.